# Shape of You
Shape Of You е песен на Ед Шийрън.
Песента първоначално е била написана за Риана.
Shape of You достига номер 1 в официалните класации на 30 страни. Сингълът дебютира на номер 1 на Billboard Hot 100, продавайки 14,9 милиона сваляния и спечелвайки 20 млн. стриймвания в дебютната си седмица в САЩ. От август 2017 г. това е най-продаваната дигитална песен в света. Също така дебютира на първо място във Франция. Shape of You остава на първо място в продължение на 4 поредни седмици.